# Sollefteå Schacksällskap
Sollefteå Schacksällskap är en svensk schackklubb från Sollefteå, Ångermanland. Den bildades den 19 januari 1942.

## Sollefteå SS allsvenska historia.

### 1974–1978
1974 deltog Sollefteå SS för första gången som egen klubb i det allsvenska seriespelet. Laget spelade i Div 4 där man hamnade på en hedrande tredjeplats. Året därpå blev man tvångsuppflyttad till Div 3. Två säsonger i rad gjordes bra resultat och klubben slutade i mitten av tabellen. Inför säsongen 1977/1978 hade många av Sollefteås bästa spelare flyttat från orten och klubben fick ta in reserver i alla matcher. Man fick till och med lämna walk-over i en match. Sollefteå slutade sist i serien och valde under våren 1978 hoppa av allsvenskan.

### 1991–2008
Inte förrän 1991 var Sollefteå SS tillbaka i allsvenskan. Även denna gång fick man börja i Div 4. Direkt blev man ett topplag och det två första åren slutade man på andra plats. Året därpå vann man serien och tog steget upp i Div 3. Där blev det genast tuffare. Första året fick man slita för att hålla sig ovanför nedflyttningsstrecket. När två motståndarlag spelat med felaktig laguppställning fick Sollefteå vinsten trots att man förlorat vid brädena. Med de extra fyra poängen lyckades SSS hamna på femteplats och undvika nedflyttning. Lyckan blev dock kortvarig och redan säsongen därpå blev man sjua och fick respass ner till Div 4 igen.
Trots att Sollefteås högst rankade spelade gick till Fagervik under säsongen 1996/1997 vann man Div 4 överlägset med hela fem poäng före tvåan när serien summerades. SSS var tillbaka i Div 3 redan efter en säsong. 
Sollefteå stabiliserade sig mer och mer i Div 3 och 1998–2005 hamnade man ofta i mitten av tabellen.
Efter 2006 började man på allvar blanda sig i toppstriden och målet blev att gå upp till Div 2. 
2006 slutade man trea, året därpå hade Sollefteå allt i sina egna händer inför den sista ronden. Dock lyckades man inte besegra Fagervik SK utan matchen slutade 3-3 och Sollefteå slutade återigen trea i tabellen. Endast 1,5 partipoäng från avancemang till Div 2. 2008 blev ett liknande scenario som föregående år. Man började med att spela oavgjort mot Umeå. Man vann sedan stort mot Örnen och Östersund, men förlorade knappt mot Fagervik i sista ronden. Umeå gick om SSS och vann serien.
Efter två år där Sollefteå snubblat på mållinjen vann man säsong 2008/2009 äntligen Div 3 för första gången. Sollefteå var precis som 1996/1997 överlägset och när sista ronden var över hade Sollefteå vunnit serien med fyra poäng och hela 10,5 partipoäng fler än tvåan i tabellen. Sollefteå tog äntligen steget upp i Div 2 för första gången.

### 2009–
Under senare år har medlemsantalet minskat i Sollefteå SS och man blev tvungen att under 2009/2010 ta hjälp av spelare från närliggande klubbar för att få ihop ett slagkraftigt 8-mannalag. Sollefteå gjorde ett bra första år i Div 2 och kunde genom att spela oavgjort i sista ronden med just Fagervik SK klara sig ovan nedflyttning. Säsongen 2010/2011 gick det sämre. Sollefteå började med fyra förluster. När man endast fick med sig en poäng i mötet med två stockholmslag stod det klart att Sollefteå skulle åka ur.  
Sollefteå SS valde att hoppa av det allsvenska seriespelet 2011/2012, med förhoppning att vara tillbaka i allsvenska seriespelet redan 2012/2013. Då skulle man börja om i div 3 igen. 